# Arteriovenöse Malformation
Eine arteriovenöse Malformation (AVM) ist eine angeborene Fehlbildung der Blutgefäße, bei der Arterien direkt mit Venen verbunden sind, ohne dazwischenliegende Kapillaren. AVM gehören zu den Gefäßanomalien. In älterer Literatur wird die AVM häufig zu den Angiomen gezählt, ist jedoch keine tumorartige Wucherung.

## Anatomie
Die Gefäßmalformation besteht aus einem Geflecht von direkten Verbindungen zwischen den blutzuführenden Arterien und den blutabführenden Venen, wobei eine exakte Abgrenzung im Bereich der AVM oft nicht mehr möglich ist. Durch den erhöhten Blutfluss innerhalb der AVM sind die Blutgefäße erweitert. Aufgrund der optischen Struktur der Fehlbildung wird eine AVM auch als Gefäßknäuel beschrieben, AVM direkt unter der Hautoberfläche können als gewundenes Adergeflecht sichtbar sein. Das Zentrum der scheinbar verknoteten Blutgefäße wird in der Medizin als Nidus (lateinisch für „Nest“) oder Shunt (englisch für „Kurzschlussverbindung“) bezeichnet.
Histologisch unterscheidet sich der Aufbau der Blutgefäße im Bereich der AVM von dem „gesunder“ Blutgefäße. Innerhalb der AVM sind einige Wandschichten der Arterien/Venen extrem dünn oder fehlen ganz. Die Blutgefäße der AVM sind daher anfälliger für Rupturen, was zu (inneren) Blutungen führen kann.
Die Größe einer AVM ist variabel, die Ausdehnung der AVM kann sich mit der Zeit sowohl vergrößern als auch verkleinern. Auch kann es sein, dass eine AVM zwar vorhanden ist, aber keine Symptome zeigt. Die Faktoren, die zu einer Blutung führen, sind noch nicht vollständig verstanden.
Im Bereich der arteriovenösen Malformation können auch Aneurysmata vorhanden sein.

## Abgrenzung
Arteriovenöse Malformationen sind wie arteriovenöse Fisteln Direktverbindungen zwischen Arterien und Venen. Arteriovenöse Fisteln sind allerdings meist nicht angeboren und können durch Beschädigungen nahe beieinander liegende Arterien und Venen entstehen oder auch künstlich zur Behandlung von Krankheiten erzeugt werden.

## Lokalisation
Arteriovenöse Malformationen können im gesamten Körper auftreten und unterschiedliche Symptome und Auswirkungen haben.
- Zerebrale AVM im oder am Gehirn können einen hämorrhagischen Schlaganfall verursachen und sind daher die riskanteste Art.
- Kraniale AVM am Schädel
- Spinale AVM im Spinalkanal und Rückenmark können Lähmungen verursachen.
- Pulmonale AVM innerhalb der Lunge können eine Zyanose und Abszesse verursachen, siehe auch Morbus Osler.
- AVM innerhalb des Muskelgewebes können Muskelhypotonie und Gelenkschmerzen verursachen.
- AVM im Bereich der Augen und Netzhaut, siehe Bonnet-Dechaume-Blanc-Syndrom
- AVM an den Extremitäten

## Therapie
Es gibt drei Behandlungsmöglichkeiten einer AVM, die auch kombiniert werden können: Operation, Embolisation und Bestrahlung.